# Бойко, Валерий Федосеевич
Валерий Федосеевич Бойко (укр. Валерій Федосійович Бойко; род. 9 февраля 1945) — советский и украинский спортсмен, тренер и педагог; Мастер спорта СССР международного класса (1969), Заслуженный тренер Украинской ССР (1983), кандидат педагогических наук, профессор. Автор ряда работ по вольной борьбе.

## Биография
Родился 9 февраля 1945 года в городе Орджоникидзе Северо-Осетинской АССР.
Вольной борьбой занимался с 1960 года. Был неоднократным чемпионом и призёром чемпионатов СССР, Украинской ССР, ДСО «Динамо», а также международных турниров.
В 1965 году окончил Орджоникидзевское военное училище, в 1972 году — Государственный центральный институт физической культуры, в 1975 году — Киевскую высшую школу МВД.
В 1965—1992 годах Бойко был командиром учебного взвода в городе Калач-на-Дону Волгоградской области, инструктором боевой подготовки штаба дивизии в Ростове-на-Дону, инструктором высшей категории внутренних войск Украинской и Молдавской ССР, преподавателем на кафедре Киевской высшей школы МВД. В 1992 году в звании полковника вышел в отставку.
С 1989 года был доцентом, с 1992 года — деканом факультета олимпийского и профессионального спорта, с 2001 года — профессором кафедры спортивных единоборств Национального университета физического воспитания и спорта Украины. С 2016 года и по настоящее время работает в Университете государственной фискальной службы Украины.
Тренером Валерий Федосеевич Бойко работал с 1973 года. В числе его воспитанников — Григорий Данько.